# Karel Maxmilián Lažanský z Bukové
Karel Maxmilián říšský hrabě Lažanský z Bukové (1639 – 14. května 1695, Praha) byl český šlechtic ze starého českého rodu. Byl nejmladším synem hraběte Ferdinanda Rudolfa Lažanského, po předčasných úmrtích starších bratrů soustředil ve svých rukách v jižních a západních Čechách rodový majetek, který nadále rozšiřoval. Od mládí zároveň působil v zemských úřadech a nakonec zastával funkce prezidenta apelačního soudu (1685–1688) a nejvyššího dvorského sudího (1688–1695). Proslul jako mecenáš barokního umění, zadával zakázky významným umělcům z různých oborů (Jan Brokoff, Jan Baptista Mathey).

## Kariéra

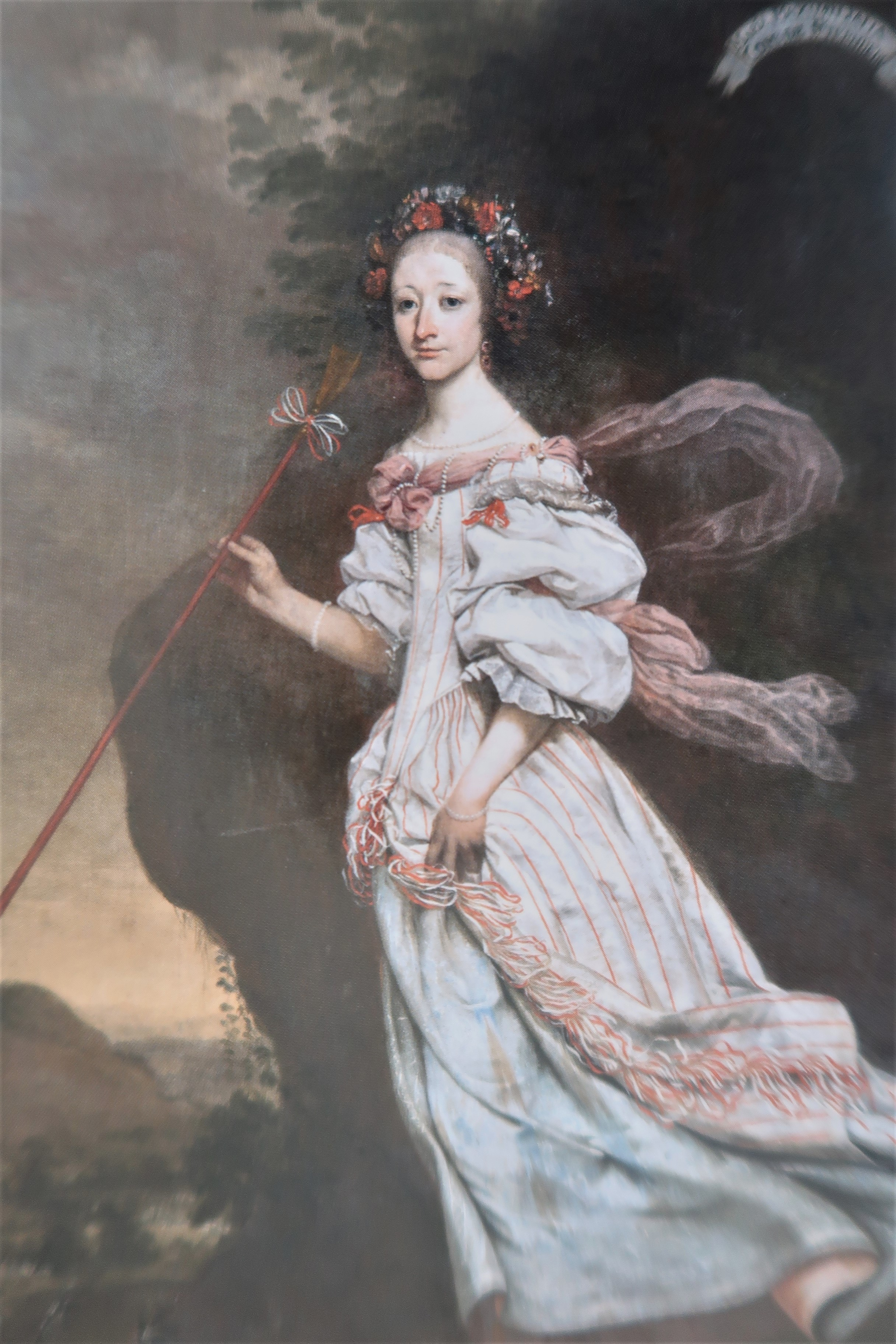
Marie Maxmiliána ze Šternberka (1641–1665), první manželka Karla Maxmiliána Lažanského (Karel Škréta, 1663/1665

Pocházel ze starobylého českého rodu Lažanských z Bukové, narodil se jako čtvrtý a nejmladší syn hraběte Ferdinanda Rudolfa Lažanského (1590–1657). Dosáhl kvalitního vzdělání, jeho domácím učitelem byl mimo jiné Bohuslav Balbín. Již v době korunovace Leopolda I. římským císařem zastával funkci císařského stolníka a komorníka (1658). Po studiích absolvoval kavalírskou cestu a po návratu se uplatnil v zemské správě Českého království, v letech 1667–1678 byl radou apelačního soudu. Mezitím získal v roce 1664 právo na oslovení Vysoce Urozený (Hoch und Wohlgeboren), v roce 1681 získal občanství v Uherském království. V letech 1678–1685 sídlil ve Vídni jako místokancléř Českého království, poté se vrátil do Prahy a postoupil na post prezidenta apelačního soudu (1685–1688), od roku 1687 byl skutečným tajným radou. Svou kariéru završil ve funkci nejvyššího dvorského sudího (1688–1695). Kromě veřejné činnosti proslul jako mecenáš barokního umění ve spojení s upevňováním katolické víry. Jeho donátorské aktivity jsou doloženy v Praze i na venkovských statcích (přestavba kostela sv. Petra a Pavla v Křečově u Manětína). Byl také donátorem páté kaple poutní cesty z Prahy do Staré Boleslavi.

## Rodinné a majetkové poměry
Byl dvakrát ženatý a měl celkem sedm dětí. Poprvé se oženil v roce 1664 v bavorském Altöttingu s Marií Maxmiliánou ze Šternberka (1641–1665), dcerou Františka Karla Matyáše ze Šternberka. Z tohoto manželství pocházela dcera Marie Maxmiliána (1665–1707) provdaná do rodu Sinzendorfů. Podruhé se Karel Maxmilián oženil v roce 1665 s baronkou Annou Alžbětou Spandko († 1709), dcerou generála Parise Spandka. Z toho manželství pocházeli pokračovatelé rodu Václav Josef (1674–1715) a Adam Vít (1680–1737). Z dcer se Eva Marie (1678–1717) provdala za generála Michaela Ferdinanda Althanna.
Jako nejmladší syn zdědil po otci statek Záběhlice u Prahy (1657), po smrti starších bratrů později převzal i další rodové majetky. Po smrti bratra Rudolfa zdědil stěžejní rodové panství Manětín (1659), úmrtím dalšího bratra Františka Adama (1662) získal další statky na Strakonicku (Osek, Mladějovice). Když soustředil ve svých rukou všechen majetek Lažanských, prodal v roce 1663 Záběhlice a realizoval stavební úpravy na zámku v Manětíně. Zděděný majetek rozšířil dalšími nákupy (1672 Černá Hať za 19 000 zlatých, 1676 Všesulov za 10 000 zlatých). Po matce Markétě Lažanské, rozené Vratislavové z Mitrovic, zdědil v roce 1681 statek Bratronice na Strakonicku. Po získání vysokých funkcí v zemské správě Českého království začal skupovat pozemky v bezprostředním okolí Prahy, v roce 1668 se stal majitelem Veleslavína, později nechal postavit letohrádek na Nebozízku. Jeho hlavní pražskou rezidencí se stal rodový palác, přestavěný po požáru v letech 1687–1688 (dnes zde sídlí okresní soud Praha-západ). K jeho posledním akvizicím patřil nákup statku Rtišovice (1694), který měl sloužit jako odpočinkové sídlo při cestách rodiny ze západočeských statků do Prahy. Hodnota majetku Karla Maxmiliána byla v roce 1699 při dělení mezi syny odhadnuta na 377 000 zlatých.

## Hrob
Byl pohřben do rodinné hrobky v bazilice Nanebevzetí Panny Marie na Strahově, do níž byli před ním pohřbeni oba jeho rodiče, prarodiče a sourozenci. Náhrobek se zachoval.